# Ekonomika regionu Île-de-France
Ekonomika regionu Île-de-France je jedním z významných impulsů světového hospodářství. V roce 2008 činil HDP v regionu Île-de-France podle INSEE 552,664 miliardy €. Pařížská aglomerace je tak významným evropským regionem v oblasti HDP. Ačkoli se zdejší populace co do počtu řadí až na 20. místo, Île-de-France je v případě HDP pátou největší metropolí na světě po metropolitních oblastech Tokio, New York, Los Angeles a Ósaka. Region s více než 5,3 miliónem pracovních míst, z nichž je téměř 84 % v sektoru služeb, má výrazné postavení v národním hospodářství v terciární sféře. Mnoho národních i mezinárodních společností má své sídlo v regionu Île-de-France. Z 500 největších nadnárodních společností jich má 25 své sídlo v Paříži, což je druhé místo po Tokiu. Region v roce 2002 vytvořil 29 % hrubého domácího produktu Francie. Ačkoliv je 83 % přidané hodnoty ve službách, je zdejší ekonomika i nadále nesmírně různorodá při srovnání s městy stejné velikosti. I když region zažil prudkou deindustrializaci, přesto je stále první oblastí francouzského průmyslu. Zemědělství, které zaujímá 45 % rozlohy regionu (48 % bez započtení Paříže), z čehož jsou dvě třetiny určeny na pěstování obilovin, je jedním z nejproduktivnějších ve Francii. Île-de-France je rovněž významnou destinací v oblasti cestovního ruchu.

## Ekonomika regionu v mezinárodním srovnání
Île-de-France představuje 29 % francouzského HDP, zatímco jeho populace představuje pouze 18,7 % francouzského obyvatelstva (podle sčítání lidu 2004). V roce 2002 Eurostat odhadl HDP regionu na 4,5 % celkového HDP EU (25 členů), zatímco region má méně než 2,45 % z celkového počtu obyvatel EU. Jediné město v Evropě, které je možné v tomto směru srovnávat s Paříží, je Londýn. Eurostat odhaduje celkový HDP Velkého Londýna v roce 2002 na 264 miliard eur. Ovšem londýnská metropolitní oblast je o něco větší, což trochu zkresluje srovnání. HDP v těchto dvou metropolitních oblastech je výrazně větší než u jiných evropských měst, ať už je to konurbace Randstad v Nizozemsku, nebo Porúří a oblast Frankfurtu v Německu, Brusel nebo Berlín.

## Ekonomika regionu podle hlavních oborů
Ekonomika regionu je velmi různorodá a nedominuje zde pouze jeden segment trhu, na rozdíl od Londýna (finanční trhy) nebo Los Angeles (filmový průmysl). Např. odvětví cestovního ruchu (Paříž je přitom jednou z hlavních destinací na světě) v roce 1999 představovalo pouze 3,6 % ekonomiky regionu. Paříž je v mnoha oblastech první nebo jedním z předních světových center, aniž by to ovlivňovalo jiné oblasti ekonomiky. Přestože je v regionu výrazná terciární sféra, průmysl zůstává i nadále velmi důležitý a Île-de-France je stále jedním z hlavních evropských průmyslových center.

### Průmysl
Průmysl zaměstnává v regionu 650 000 lidí, čímž je první průmyslovou oblastí ve Francii (druhý je region Rhône-Alpes). Avšak toto množství tvoří jen 14 % pracovních míst, což je naopak jedno z nejmenších podílů v zemi (po Provence-Alpes-Côte d'Azur, Languedoc-Roussillon a Korsice). Za posledních 20 let došlo k silné deindustrializaci.
V oblastech leteckého a zbrojního průmyslu je zaměstnáno 72 000 pracovníků (z čehož je 36 000 přímých pracovních míst). Výrobní závody, výzkumná střediska a ředitelství zde má mnoho významných evropských společností jako EADS, Thales, Dassault Aviation, Snecma, Evropská kosmická agentura, Alcatel, Arianespace atd.
Automobilový průmysl zaměstnává 156 000 pracovníků (z toho 60 000 přímých pracovních míst). Své výrobní závody zde mají oba národní výrobci: Renault ve Flins-sur-Seine a PSA Peugeot Citroën v Poissy a Aulnay-sous-Bois a rovněž výzkumná centra v Guyancourt (Renault) a ve Vélizy (PSA). Nachází se zde i většina dodavatelů automobilového příslušenství jako Delphi, Valeo, Faurecia, Johnson Controls Automotive Electronics, Bosch Braking System, Lear Corporation aj. Oblast výzkumu zaměstnává 17 500 lidí, včetně 6 600 výzkumných pracovníků, což tvoří 75 % v tomto odvětví ve Francii.
V regionu mají zastoupení i energetické koncerny. Hlavní sídlo zde má skupina Areva i Total jako významný producent energie z neobnovitelných zdrojů včetně mnoha výzkumných laboratoří. Stejně tak má silné zastoupení v regionu i Électricité de France.

### Služby
Služby tvoří podstatnou část pracovních míst. K 31. prosinci 2004 INSEE uvádí 3,8 milionů lidí pracujících ve službách (71 % zaměstnání v regionu) a dalších 700 000 lidí, kteří pracují v obchodu (13 % zaměstnání).
Téměř 1,5 milionu lidí pracuje v administrativě, sociálních službách nebo vzdělávání. Velkými zaměstnavateli jsou společnosti spravující inženýrské sítě (elektřina, telefon, voda apod.) ať už veřejné nebo soukromé: EDF, Veolia, France Telecom apod.
Poradenská činnost je v regionu silně zastoupena a znamená asi 500 000 pracovních míst. Hlavní nadnárodní společnosti mají svá hlavní francouzská nebo i evropská sídla v Paříži či okolí. Finanční činnosti představují 270 000 pracovních míst. V Île-de-France jsou ředitelství velkých globálních bank (BNP Paribas, Société Generale, Credit Agricole) a sídlo Euronextu. Významná je Pařížská burza. V Paříži jsou kanceláře velkých finančních skupin jako je Lazard nebo Goldman Sachs.

### Zemědělství
Zemědělství sice zabírá skoro 50 % rozlohy regionu, avšak zaměstnává pouhých 7 600 osob (0,5 % pracovních sil). Nejvíce zemědělský je departement Seine-et-Marne, kde zemědělství zabírá 58 % jeho území a pochází odtud 57 % obilí vypěstovaného v regionu. Blízkost trhu s 11 miliony spotřebitelů, vysoká úrodnost půdy, zemědělská mechanizace a rozvoj kvality znamená, že Île-de-France zůstává významnou zemědělskou oblastí. A to i přes stále probíhající urbanizaci.
Místní zemědělská výroba obecně zajišťuje přes 20 % potřeb trhu. Kromě tradičních polních plodin jsou zde specializované oblasti výroby jako rostliny v květináčích, sazenice, řezané růže, školkařské výpěstky, zelenina a ovoce.
Obilniny a luštěniny mají vysokou výnosnost, stejně jako cukrová řepa. Zelinářství a zahradnictví představují 40 % zemědělské pracovní síly. Živočišná výroba tvoří pouze 8 % zemědělské výroby v regionu.
Potravinářský průmysl má v Île-de-France také silné zastoupení. Nachází se zde 545 výrobních podniků firem jako Coca-Cola, Lefèvre-Utile, Panzani a mnoho dalších.

## Nejvýznamnější ekonomická centra
- Paříž
- oblasti nadregionálního významu: La Défense, Plateau-de-Saclay, Roissy, La Plaine-Saint-Denis
- oblasti regionálního významu: Rungis, Évry, Marne-la-Vallée